# Associazione nazionale archeologi
L'Associazione Nazionale Archeologi, in acronimo ANA, è un'associazione di categoria degli archeologi italiani.
L'associazione è nata per ottenere in Italia il riconoscimento giuridico e la regolamentazione della professione di archeologo ed in generale di difendere i diritti e gli interessi della categoria. Fondata a Napoli l'11 novembre 2005, nasce dal dibattito sviluppatosi all'interno della categoria in occasione degli scavi archeologici preventivi della linea alta velocità Roma-Napoli, che tra gli anni 2002 e 2006 richiamarono centinaia di archeologi da tutta Italia, facendoli ritrovare a lavorare per la prima volta insieme in uno spazio di pochi chilometri, principalmente nelle zone di Afragola e Caivano, in provincia di Napoli. L'incontro e la discussione tra questi archeologi, iniziata in ambito sindacale, sotto la sigla Coordinamento Archeologi della CGIL-NIDIL, portò prima ad una manifestazione organizzata presso gli scavi di Pompei nel 2002, poi nel 2003 al lancio del primo Censimento Nazionale degli Archeologi, la prima indagine conoscitiva mai condotta dagli stessi archeologi sulla propria professione, finalizzata, come esplicitamente riportato nei volantini e nel materiale informativo di promozione del censimento, alla costituzione dal basso, democraticamente, della prima associazione di categoria. La progressiva presa di coscienza di categoria da parte degli archeologi portò, dunque, a fondare l'Associazione Nazionale Archeologi.

## Attività
L'Associazione Nazionale Archeologi, fin dalla sua costituzione formale nel 2005, ha perseguito con chiarezza e determinazione l'obiettivo del riconoscimento legislativo della professione di archeologo e delle altre professioni dei beni culturali. Per sensibilizzare la classe politica è scesa in piazza per ben tre volte per manifestare con governi di centro-destra (giugno 2008), di centro (dicembre 2012) di centro-sinistra (gennaio 2014). L'Associazione è stata tra le organizzazioni protagoniste delle iniziative che hanno portato nel giugno del 2014 ad ottenere in Parlamento l'approvazione della legge per il riconoscimento dei professionisti dei beni culturali, la cosiddetta legge Madia, «Modifica al codice dei beni culturali e del paesaggio, di cui al decreto legislativo 22 gennaio 2004, n. 42, in materia di professionisti dei beni culturali, e istituzione di elenchi nazionali dei suddetti professionisti». Con tale legge, le professioni del settore sono entrate finalmente nel codice dei beni culturali.
Un'altra battaglia portata avanti con successo dall'Associazione è stata quella per la ratifica della "Convenzione Europea per la protezione del patrimonio archeologico", firmata a La Valletta (Malta) nel 1992 e per decenni in attesa di ratifica da parte dell'Italia. Dopo anni di impegno nell'accendere l'attenzione delle istituzioni sulla Convenzione, attraverso manifestazioni, convegni ed una petizione pubblica lanciata nel 2010, finalmente ad aprile 2015 il Parlamento ha approvato in via definitiva il disegno di legge per la Ratifica ed esecuzione della Convenzione. La Convenzione, che ha sostituito il precedente Trattato di Londra del 1969, ha come obiettivo primario la conservazione e valorizzazione del patrimonio archeologico nelle politiche urbane e di pianificazione: riguarda principalmente le modalità di collaborazione tra archeologi, urbanisti e pianificatori. Formula gli orientamenti sul finanziamento dei lavori di scavo, di ricerca e di pubblicazione di risultati ottenuti. Gli articoli 5 e 6 della Convenzione stabiliscono che le esigenze della tutela del patrimonio archeologico devono essere integrate nei programmi di pianificazione territoriale e che le risorse economiche per la tutela del patrimonio archeologico stesso, in tutte le sue forme (indagini non distruttive, scavo dei siti, conservazione dei resti e soprattutto pubblicazione dei risultati), devono essere inserite nel bilancio dei lavori sia pubblici che privati.
L'Associazione continua a promuovere proposte di legge, iniziative e manifestazioni per regolamentare e tutelare la professione di archeologo e per promuovere buone pratiche di archeologia e di tutela, gestione e fruizione del patrimonio culturale. Promuove, inoltre, la ricerca, la tutela, la conoscenza, la corretta gestione e la valorizzazione del patrimonio archeologico italiano, europeo e mediterraneo. Promuove l'incontro, il dialogo e la cooperazione tra gli archeologi, in Italia e all'estero, e le rispettive associazioni e organizzazioni di categoria. Promuove anche l'avvicinamento del pubblico all'archeologia e la funzione culturale e sociale del lavoro degli archeologi, nonché i suoi positivi riflessi sulla vita economica del paese.
L'Associazione Nazionale Archeologi aderisce a Confassociazioni (Confederazione delle Associazioni Professionali), soggetto di rappresentanza unitaria delle Federazioni, dei Coordinamenti e delle Associazioni che esercitano attività professionali non organizzate in ordini e collegi, in Italia ed in Europa. L'Associazione ha, inoltre, un proprio rappresentante nella Consulta del lavoro professionale della CGIL, che ha come obiettivo la rappresentanza e la tutela collettiva del lavoro professionale. Ha avuto un proprio rappresentante nel consiglio direttivo del COLAP, il Coordinamento delle libere associazioni professionali, organismo che riunisce circa 200 associazioni professionali. È stata cofondatrice nel 2007 ed è membro del gruppo interdisciplinare di studi di Ferrovie dello Stato con le maggiori organizzazioni professionali, enti locali, università e fondazioni italiane operanti nel settore delle infrastrutture, dell'urbanistica e del territorio. Collabora con il Consiglio Nazionale dell'Economia e del Lavoro in qualità di rappresentante della figura professionale di archeologo.

## Struttura
L'Associazione Nazionale Archeologi si basa sul principio della democrazia partecipativa: tutti gli iscritti possono organizzarsi in comitati locali per intraprendere iniziative locali e contribuire a determinare le linee di azione nazionali dell'associazione. Tutti gli iscritti hanno il diritto di eleggere e di essere eletti come rappresentanti regionali e nazionali dell'associazione.
Ad ogni Congresso circa cento delegati democraticamente eletti dai soci in tutta Italia, discutono democraticamente per stabilire le linee programmatiche e gli obiettivi dell'Associazione per il successivo triennio ed eleggere presidente, vicepresidente ed organi nazionali e regionali dell'Associazione. Per sensibilizzare ai problemi della categoria già prima della laurea, vi è, all'interno dell'ANA, un coordinamento degli studenti di archeologia associati, dotato di propri rappresentanti eletti sia a livello regionale che nazionale.
Il primo Congresso Nazionale si è tenuto nell'auditorium degli scavi di Pompei il 3 marzo 2007. Il secondo Congresso Nazionale si è tenuto a Roma, nei Musei Capitolini, il 20 marzo 2010. Il terzo Congresso Nazionale si è tenuto a Roma, presso l'Istituto Nazionale di Archeologia e Storia dell'Arte in Palazzo Venezia, il 16 marzo 2013. In tale occasione è stata consegnata la targa di “socio onorario ANA” al prof. Adriano La Regina, storico soprintendente di Roma e protagonista dell'archeologia italiana e della tutela del paesaggio urbano. Il quarto Congresso Nazionale si è tenuto a Roma il 2 aprile 2016. Il quinto Congresso Nazionale si è tenuto al Parco Archeologico di Ostia Antica il 13 aprile 2019. In tale occasione è stata consegnata la nomina di Socio Onorario all’archeologo Tsao Cevoli, fondatore e primo presidente dell’Associazione. Dopo il sesto Congresso Nazionale, tenutosi presso l'Auditorium del Museo dell'Ara Pacis il 28 Maggio 2022, il successivo settimo Congresso Nazionale si è tenuto in data 25 Maggio 2024 nel centro storico ed universitario di Pisa.

## Deontologia e tariffario
Attraverso il codice deontologico cui sono vincolati tutti i propri soci e attraverso i propri organi di controllo (Collegio dei Probiviri), l'ANA si fa promotore, garante e giudice dell'etica professionale, delle procedure e degli standard scientifici operativi degli archeologi in Italia.
L'affermazione della professionalità e della dignità della categoria non può prescindere dal riconoscimento di compensi adeguati. L'ANA opera pertanto sia a livello nazionale che regionale, intervenendo presso le organizzazioni sindacali e datoriali, gli enti locali, le committenze, il Ministero della Cultura e le sue strutture periferiche per fissare tariffe trasparenti e adeguate per il lavoro di archeologo qualunque sia l'inquadramento contrattuale (lavoratori dipendenti, collaboratori a progetto, professionisti a partita IVA etc.). Attraverso un lungo lavoro di ricerca, indagini conoscitive e confronto tra archeologi professionisti provenienti da ogni parte d'Italia, l'Associazione Nazionale Archeologi ha inoltre elaborato, approvato e promuove l'adozione del tariffario nazionale per la professione di archeologo.

## Presidenti
Fondatore e primo Presidente dell'Associazione è stato nel 2005 l’archeologo Tsao Cevoli, eletto all'unanimità per tre mandati consecutivi (2005-2007, 2007-2010 e 2010-2013) e successivamente eletto Presidente del Comitato Tecnico-Scientifico della stessa Associazione (2013-2016). Gli è succeduto l'archeologo Salvo Barrano, eletto all'unanimità nel 2013 e rieletto nel 2016, che è anche Vicepresidente di Confassociazioni con delega ai beni culturali. Dopo due consecutivi mandati  di presidenza (2019-2022, 2022-2024) all'archeologo Alessandro Garrisi succede Marcella Giorgio, attuale Presidente dell'Associazione.